# بابا دياوارا
بابا دياوارا (بالفرنسية: Papa Babacar Diawara)‏ (5 يناير 1988 السنغال - ) هو لاعب كرة قدم سنغالي، يلعب كمهاجم.

## روابط خارجية
- بابا دياوارا على موقع قاعدة بيانات كرة القدم.إي يو (الإنجليزية)
- بابا دياوارا على موقع Soccerbase.com (لاعب) (الإنجليزية)
- بابا دياوارا على موقع Soccerway.com (الإنجليزية)
- بابا دياوارا على موقع عالم كرة القدم.نت (الإنجليزية)
- بابا دياوارا على موقع AS.com (الإسبانية)